# Queijo Terrincho
Queijo Terrincho (DOP) é um queijo português oriundo do distrito de Bragança, na região de Trás-os-Montes e Alto Douro.
Constitui uma denominação de origem protegida (DOP), de acordo com as normas da União Europeia.
Por vezes referenciado como "Queijo de Freixo", o Terrincho é fabricado com leite de ovelha de raça Churra da Terra Quente, sendo um queijo curado, semi-mole, de pasta ligeiramente untuosa, de cor branca e uniforme, sendo o seu sabor suave. A crosta apresenta uma cor alaranjada. A sua produção envolve a coagulação do leite cru, após a qual se procede ao esgotamento lento da coalhada, usando a acção de coalho de origem animal. A maturação deve realizar-se durante um período mínimo de 30 dias, podendo estender-se até um máximo de 90 dias, obtendo-se assim uma variante designada como "velho".
Apresenta normalmente pesos compreendidos entre os 600 g e os 1200 g e diâmetros compreendidos entre os 13 cm e os 20 cm.
Pode ser consumido com pão e vinho, como sobremesa, merenda ou entrada.

## Área geográfica
O queijo Terrincho é produzido nos concelhos de Alfândega da Fé, Carrazeda de Ansiães, Freixo de Espada à Cinta, Moncorvo, Mogadouro, Mirandela, Vila Flor, Vila Nova de Foz Côa, assim como em algumas freguesias dos concelhos de Figueira de Castelo Rodrigo, Macedo de Cavaleiros, Meda, São João da Pesqueira e Valpaços.

## Valor económico
Segundos dados de 2019, foram produzidos neste ano cerca de 8.594 kg de Queijo Terrincho DOP, sendo o décimo terceiro queijo com DOP mais produzido em Portugal (cerca de 0,4% da produção nacional). O preço médio do queijo, incluindo IVA, foi de 15,50 euros por kg. 

### Produção
O sistema produtivo do Queijo Terrincho DOP é composto por 23 explorações abastecedoras de leite e um número não identificado (valor confidencial) de queijarias certificadas (dados de 2020).